# Michał Kościuszko
Michał Kościuszko (Cracovia, 20 aprile 1985) è un pilota di rally polacco.

## Carriera
Ha iniziato la sua carriera automobilistica guidando i kart all'età di 15 anni e compiuti 17 anni iniziò a cimentarsi nei rally. Nel 2006 ha debuttato nel Mondiale Junior (JWRC) con una Suzuki Ignis S1600, mentre nella stagione seguente ha corso principalmente con una Renault Clio S1600, ottenendo come miglior risultato un 3º posto di categoria nel rally di Finlandia. Nel 2008 con una Suzuki Swift S1600 ha terminato il JWRC al quinto posto con una vittoria nel rally di Sardegna e altri due podi.
Nella stagione 2009, alla guida della stessa auto, ha concluso il mondiale Junior al secondo posto finale alle spalle di Martin Prokop con cinque podi di cui due vittorie, in Portogallo e Argentina.
Nella stagione 2010 è passato alla categoria SWRC, inizialmente con una Ford Fiesta S2000 e poi con una Škoda Fabia S2000, piazzandosi quinto con tre podi.
Nelle stagioni 2011 e 2012 ha gareggiato nel PWRC (campionato produzione) con una Mitsubishi Lancer Evolution; nel primo anno si è classificato terzo con tre podi all'attivo, nel secondo è invece quarto con tre podi di cui due vittorie, a Monte Carlo e in Germania. Sempre nel 2011, in Australia, ha fatto segnare i primi punti validi per il mondiale WRC.

## Vittorie nel mondiale rally

### Junior WRC
| # | Stagione | Evento               | Co-pilota          | Auto               |
| - | -------- | -------------------- | ------------------ | ------------------ |
| 1 | 2008     | Rally di Sardegna    | Maciej Szczepaniak | Suzuki Swift S1600 |
| 2 | 2009     | Rally del Portogallo | Maciej Szczepaniak | Suzuki Swift S1600 |
| 3 | 2009     | Rally d'Argentina    | Maciej Szczepaniak | Suzuki Swift S1600 |

### P-WRC
| # | Stagione | Evento               | Co-pilota          | Auto                    | Squadra                  |
| - | -------- | -------------------- | ------------------ | ----------------------- | ------------------------ |
| 1 | 2012     | Rally di Monte Carlo | Maciej Szczepaniak | Mitsubishi Lancer Evo X | Lotos Dynamic Rally Team |
| 2 | 2012     | Rally di Germania    | Maciej Szczepaniak | Mitsubishi Lancer Evo X | Lotos Dynamic Rally Team |

## Risultati nel mondiale rally

### WRC
| 2006 | Scuderia | Vettura                              |  |    |  |    |  |  |    |    |    |     |  |  |    |  |  |  | Punti | Pos. |
| ---- | -------- | ------------------------------------ |  | -- |  | -- |  |  | -- | -- | -- | --- |  |  | -- |  |  |  | ----- | ---- |
| 2006 |          | Suzuk Ignis S1600 Suzuki Swift S1600 |  | 37 |  | 24 |  |  | 32 | 28 | 46 | Rit |  |  | 27 |  |  |  | 0     |      |

| 2007 | Scuderia | Vettura                                                         |  |  |  |  |     |  |    |  |    |     |  |     |    |  |  |    | Punti | Pos. |
| ---- | -------- | --------------------------------------------------------------- |  |  |  |  | --- |  | -- |  | -- | --- |  | --- | -- |  |  | -- | ----- | ---- |
| 2007 |          | Renault Clio S1600 Suzuki Swift S1600 Abarth Grande Punto S2000 |  |  |  |  | Rit |  | 44 |  | 22 | Rit |  | Rit | 28 |  |  | 24 | 0     |      |

| 2008 | Scuderia | Vettura            |  |  |    |  |     |    |  |  |    |  |  |    |     |  |  |  | Punti | Pos. |
| ---- | -------- | ------------------ |  |  | -- |  | --- | -- |  |  | -- |  |  | -- | --- |  |  |  | ----- | ---- |
| 2008 |          | Suzuki Swift S1600 |  |  | 10 |  | Rit | 15 |  |  | 22 |  |  | 30 | Rit |  |  |  | 0     |      |

| 2009 | Scuderia | Vettura            |  |  |    |    |    |    |  |     |    |  |  |  |  |  |  |  | Punti | Pos. |
| ---- | -------- | ------------------ |  |  | -- | -- | -- | -- |  | --- | -- |  |  |  |  |  |  |  | ----- | ---- |
| 2009 |          | Suzuki Swift S1600 |  |  | 17 | 13 | 14 | 13 |  | Rit | 18 |  |  |  |  |  |  |  | 0     |      |

| 2010 | Scuderia    | Vettura                             |  |    |     |  |  |    |  |    |    |  |    |  |    |  |  |  | Punti | Pos. |
| ---- | ----------- | ----------------------------------- |  | -- | --- |  |  | -- |  | -- | -- |  | -- |  | -- |  |  |  | ----- | ---- |
| 2010 | Dynamic WRT | Ford Fiesta S2000 Škoda Fabia S2000 |  | 20 | Rit |  |  | 13 |  | 16 | 28 |  | 14 |  | 15 |  |  |  | 0     |      |

| 2011 | Scuderia                 | Vettura                     |  |  |    |  |  |    |  |    |  |   |  |    |    |  |  |  | Punti | Pos. |
| ---- | ------------------------ | --------------------------- |  |  | -- |  |  | -- |  | -- |  | - |  | -- | -- |  |  |  | ----- | ---- |
| 2011 | Lotos Dynamic Rally Team | Mitsubishi Lancer Evolution |  |  | 24 |  |  | 20 |  | 25 |  | 7 |  | 22 | 15 |  |  |  | 6     | 21º  |

| 2012 | Scuderia                 | Vettura                     |    |  |    |  |     |  |  |  |    |  |  |    |    |  |  |  | Punti | Pos. |
| ---- | ------------------------ | --------------------------- | -- |  | -- |  | --- |  |  |  | -- |  |  | -- | -- |  |  |  | ----- | ---- |
| 2012 | Lotos Dynamic Rally Team | Mitsubishi Lancer Evolution | 30 |  | 14 |  | Rit |  |  |  | 13 |  |  | 21 | 31 |  |  |  | 0     |      |

| 2013 | Scuderia       | Vettura                                       |    |    |     |     |     |  |   |  |     |  |  |  |  |  |  |  | Punti | Pos. |
| ---- | -------------- | --------------------------------------------- | -- | -- | --- | --- | --- |  | - |  | --- |  |  |  |  |  |  |  | ----- | ---- |
| 2013 | Lotos Team WRC | Mini John Cooper Works WRC Ford Fiesta RS WRC | 10 | 14 | Rit | Rit | Rit |  | 7 |  | Rit |  |  |  |  |  |  |  | 7     | 19º  |

| Legenda | 1º posto | 2º posto | 3º posto | A punti | Senza punti | Ritirato | Squalificato | NP=Non partito C=Gara cancellata | Apice=Power stage |

### S-WRC
| 2010 | Scuderia    | Vettura                             |  |   |     |  |  |   |  |   |   |  |   |  |   |  |  |  | Punti | Pos. |
| ---- | ----------- | ----------------------------------- |  | - | --- |  |  | - |  | - | - |  | - |  | - |  |  |  | ----- | ---- |
| 2010 | Dynamic WRT | Ford Fiesta S2000 Škoda Fabia S2000 |  | 3 | Rit |  |  | 3 |  | 5 | 6 |  | 3 |  | 5 |  |  |  | 73    | 5º   |

| Legenda | 1º posto | 2º posto | 3º posto | A punti | Senza punti | Ritirato | Squalificato | NP=Non partito C=Gara cancellata | Apice=Power stage |

### P-WRC
| 2011 | Scuderia                 | Vettura                 |  |  |   |  |  |    |  |   |  |   |  |   |   |  |  |  | Punti | Pos. |
| ---- | ------------------------ | ----------------------- |  |  | - |  |  | -- |  | - |  | - |  | - | - |  |  |  | ----- | ---- |
| 2011 | Lotos Dynamic Rally Team | Mitsubishi Lancer Evo X |  |  | 7 |  |  | 10 |  | 5 |  | 2 |  | 2 | 2 |  |  |  | 71    | 3º   |

| 2012 | Scuderia                 | Vettura                 |   |  |   |  |     |  |  |  |   |  |  |   |   |  |  |  | Punti | Pos. |
| ---- | ------------------------ | ----------------------- | - |  | - |  | --- |  |  |  | - |  |  | - | - |  |  |  | ----- | ---- |
| 2012 | Lotos Dynamic Rally Team | Mitsubishi Lancer Evo X | 1 |  | 3 |  | Rit |  |  |  | 1 |  |  | 6 | 6 |  |  |  | 81    | 4º   |

| Legenda | 1º posto | 2º posto | 3º posto | A punti | Senza punti | Ritirato | Squalificato | NP=Non partito C=Gara cancellata | Apice=Power stage |

### Junior WRC
| 2006 | Scuderia | Vettura                              |  |   |  |   |  |  |    |  |    |     |  |  |    |  |  |  | Punti | Pos. |
| ---- | -------- | ------------------------------------ |  | - |  | - |  |  | -- |  | -- | --- |  |  | -- |  |  |  | ----- | ---- |
| 2006 |          | Suzuk Ignis S1600 Suzuki Swift S1600 |  | 8 |  | 5 |  |  | 10 |  | 11 | Rit |  |  | 10 |  |  |  | 5     | 19º  |

| 2007 | Scuderia | Vettura                               |  |  |  |  |     |  |    |  |   |     |  |     |   |  |  |  | Punti | Pos. |
| ---- | -------- | ------------------------------------- |  |  |  |  | --- |  | -- |  | - | --- |  | --- | - |  |  |  | ----- | ---- |
| 2007 |          | Renault Clio S1600 Suzuki Swift S1600 |  |  |  |  | Rit |  | 12 |  | 3 | Rit |  | Rit | 9 |  |  |  | 6     | 11º  |

| 2008 | Scuderia | Vettura            |  |  |   |  |     |   |  |  |   |  |  |   |     |  |  |  | Punti | Pos. |
| ---- | -------- | ------------------ |  |  | - |  | --- | - |  |  | - |  |  | - | --- |  |  |  | ----- | ---- |
| 2008 |          | Suzuki Swift S1600 |  |  | 3 |  | Rit | 1 |  |  | 3 |  |  | 9 | Rit |  |  |  | 22    | 5º   |

| 2009 | Scuderia | Vettura            |  |  |   |   |   |   |  |     |   |  |  |  |  |  |  |  | Punti | Pos. |
| ---- | -------- | ------------------ |  |  | - | - | - | - |  | --- | - |  |  |  |  |  |  |  | ----- | ---- |
| 2009 |          | Suzuki Swift S1600 |  |  | 2 | 1 | 1 | 2 |  | Rit | 3 |  |  |  |  |  |  |  | 42    | 2º   |

| Legenda | 1º posto | 2º posto | 3º posto | A punti | Senza punti | Ritirato | Squalificato | NP=Non partito C=Gara cancellata | Apice=Power stage |